# Futarasan-jinja
Futarasan-jinja (jap. 二荒山神社) – chram shintō w Nikkō (prefektura Tochigi) w Japonii. Poświęcony jest kultowi kami trzech sąsiednich gór. W 1999 chram został wpisany na listę światowego dziedzictwa UNESCO jako część obiektu pod nazwą „Chramy i świątynie Nikko”.

## Historia
Od początku chram reprezentował synkretyzm shintō-buddyjski (shinbutsu-shūgō), który trwał aż do epoki Meiji. Chram założył w 767 mnich buddyjski Shōdō jako miejsce kultu kami Ōkuninushi, Takiri-hime i Ajisukitakahikone, którzy reprezentują góry: Nantai (dawniej zwaną Futara), Nyohō i Tarō. Shōdō chciał w ten sposób rozpowszechniać doktrynę buddyzmu przy pomocy tradycyjnej duchowości i form kultu shintō. W 1868 decyzją administracyjną zlikwidowano synkretyczny charakter chramu i przypisano go wyłącznie religii shintō.
Kompleks budowli chramu zajmuje obszar 3400 ha jest w większości zalesiony. Znajduje się na nim wiele budynków sakralnych, z czego 23 z nich są klasyfikowane jako ważne dobra kultury. Chram składa się 3 odrębnych sanktuariów:
- Okumiya (Sanktuarium Wewnętrzne) blisko szczytu góry Nantai, uważane jest za najświętsze
- Chūgū-shi (Sanktuarium Środkowe) położone nad jeziorem Chūzenji
- Hongū (Chram Główny) nad rzeką Daiya[2]

Główne pawilony: Honden i sąsiedni Haiden, powstały w 1619 roku i są najstarszymi, zachowanymi obiektami w Nikkō. Zachowują swój pierwotny styl architektoniczny z wczesnego okresu Edo. Wśród budowli chramu najważniejszymi są:
- Shinkyō (神橋, "Święty Most") nad rzeką Daiya z początku XVII wieku;
- Honden (本殿) główny pawilon zbudowany w 1619 i przeniesiony w obecne miejsce w 1645;
- Chram Mitomo (朋友神社 Mitomo-jinja) powstał w 848 ku czci kami Sukunahikona;
- Chram Hie (日枝神社 Hie-jinja) z 848 jako miejsce kultu kami Ōyamakui[2].

Głównym świętem chramu Futarasan jest Festiwal Yayoi (弥生祭 Yayoi-sai), między 13 kwietnia a 17 maja.

## Galeria

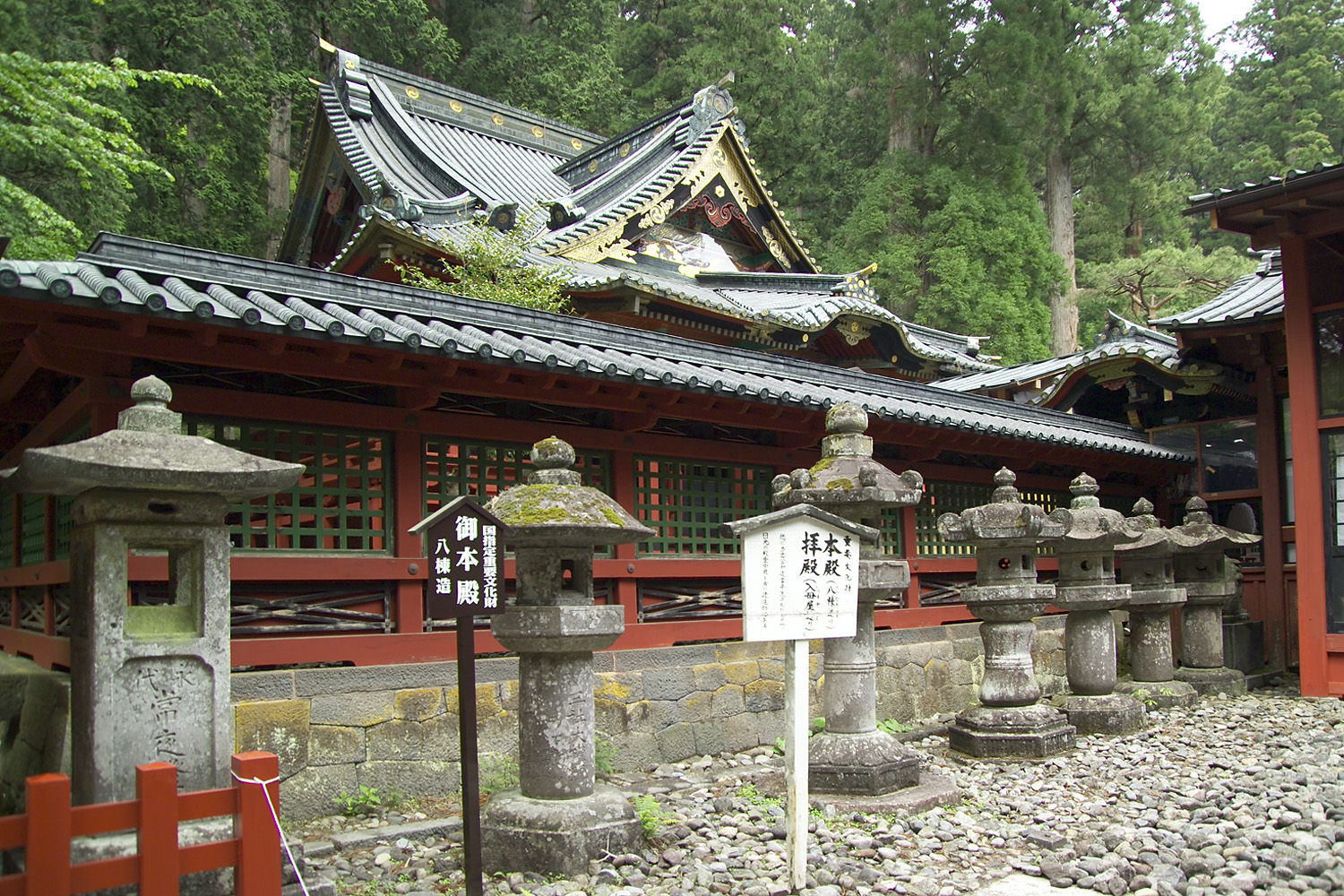
Honden
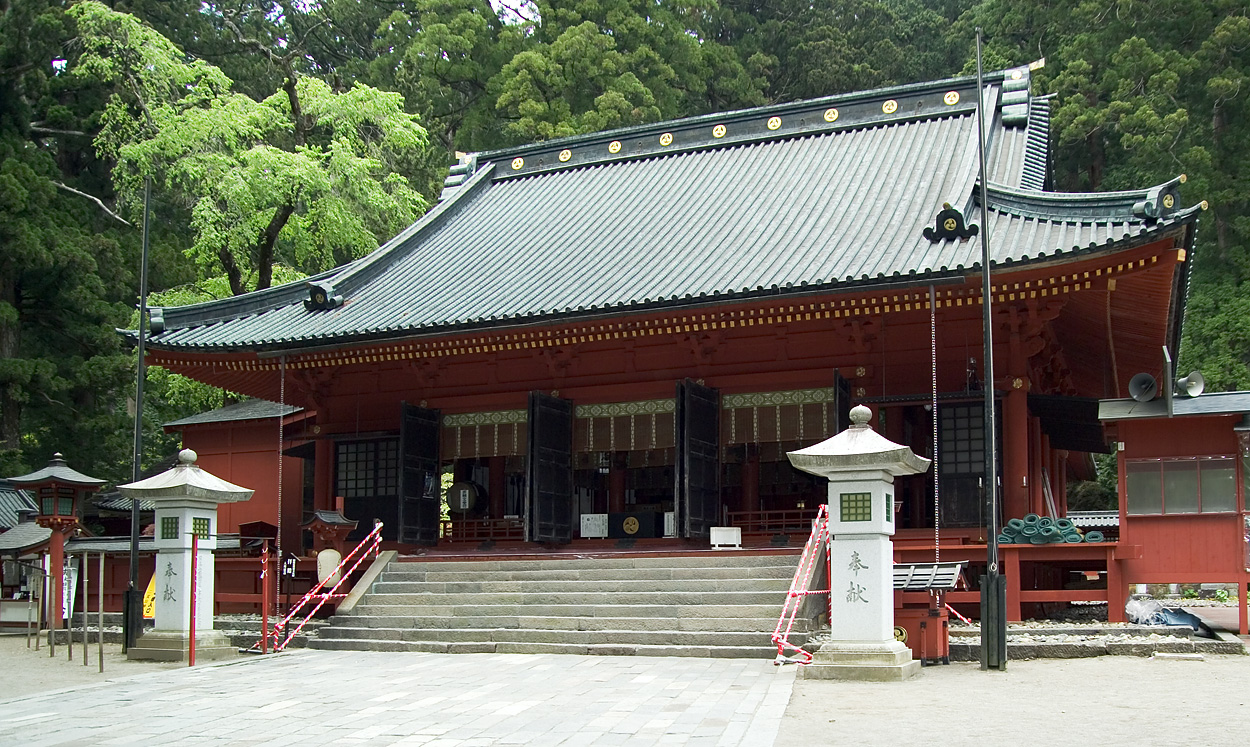
Haiden
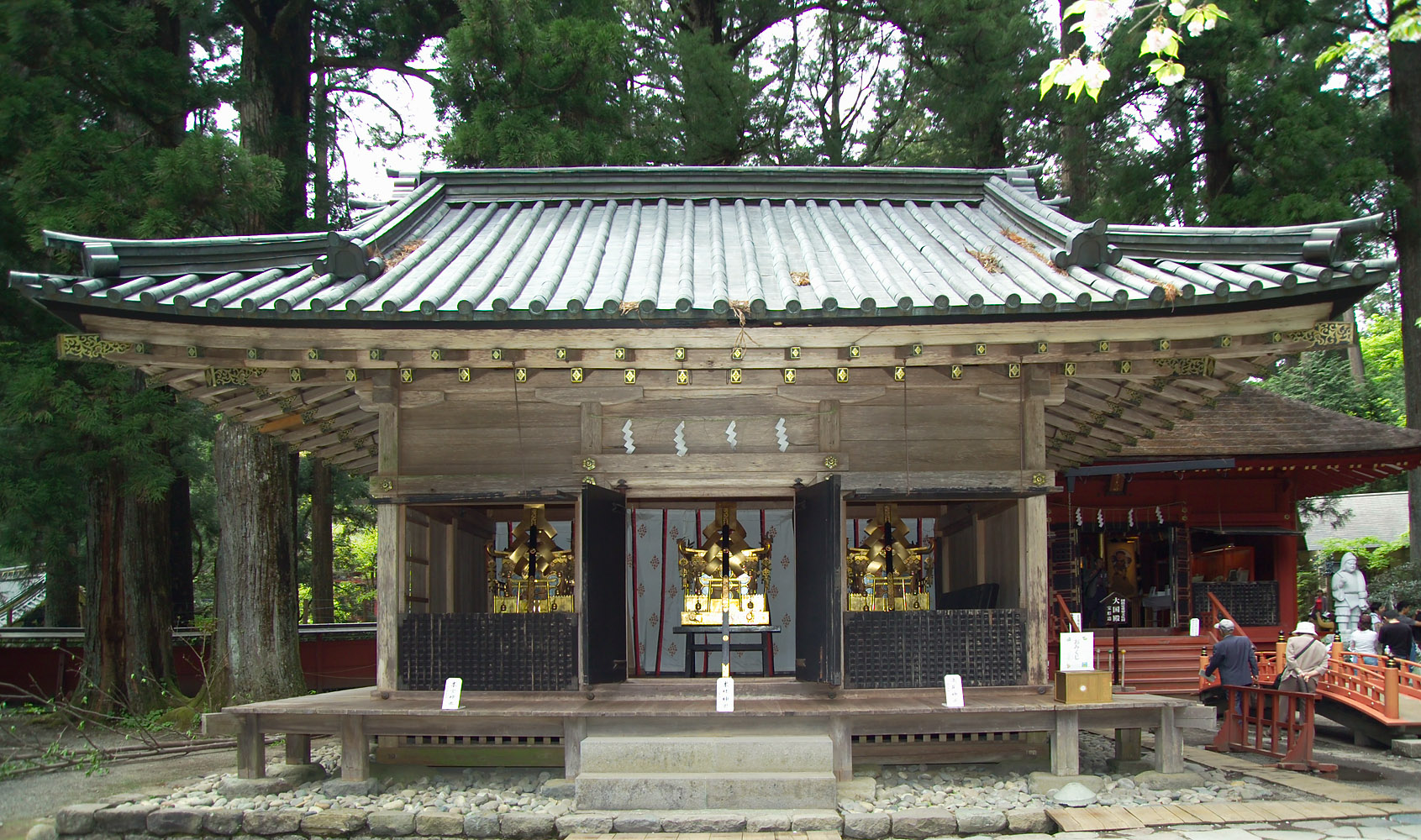
Mikoshi
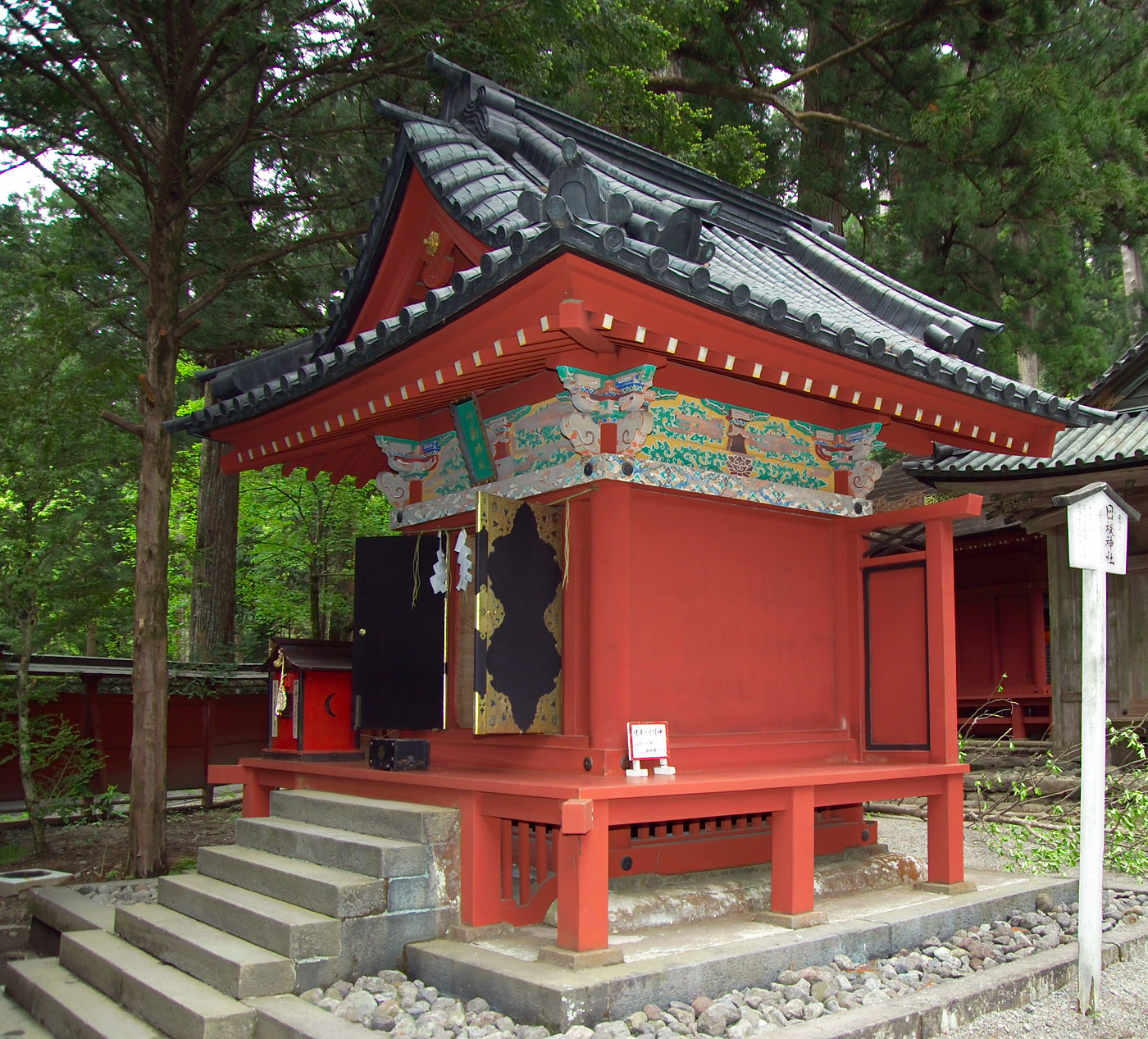
Chram Hie
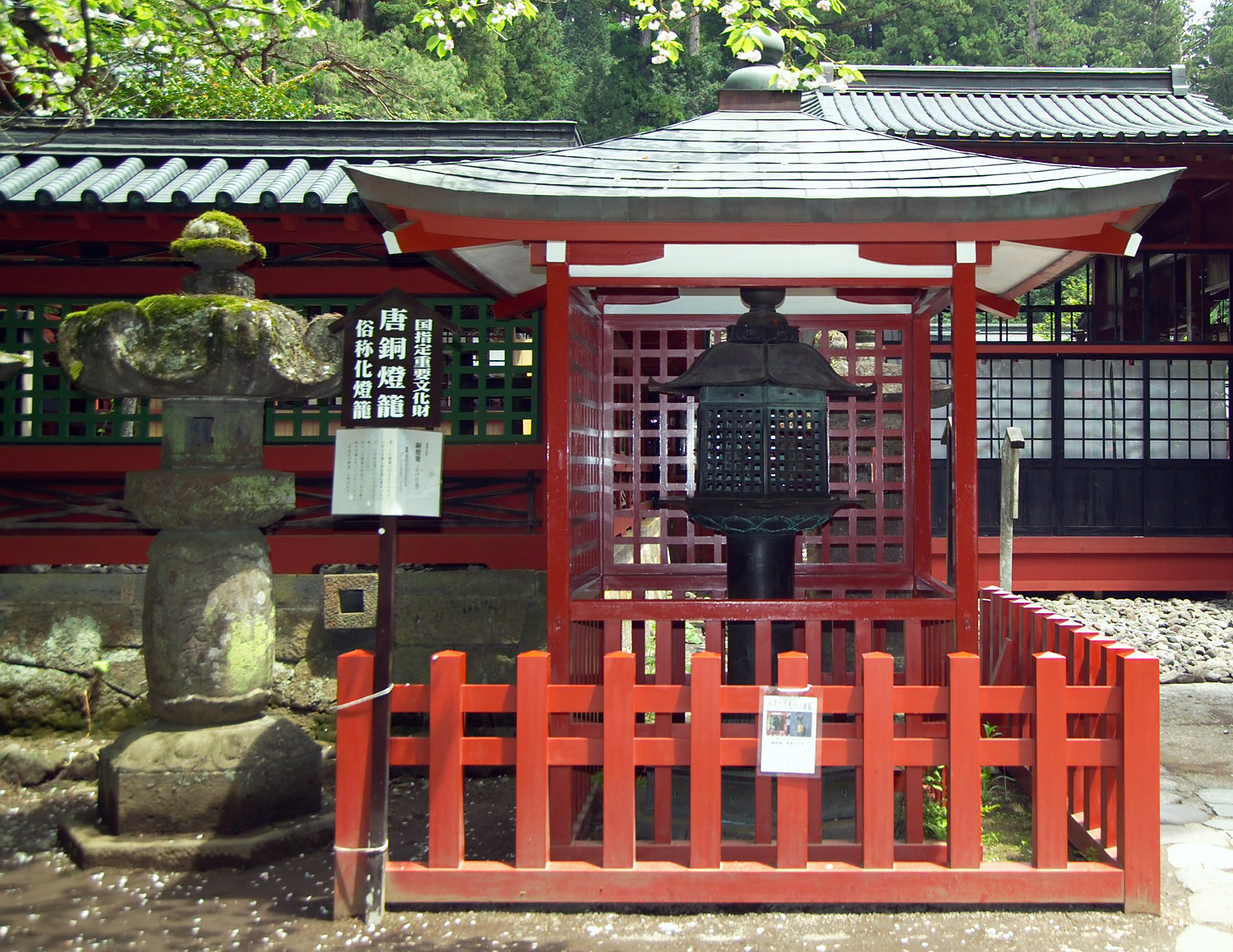
Bake-doro ("Latarnia Duchów")
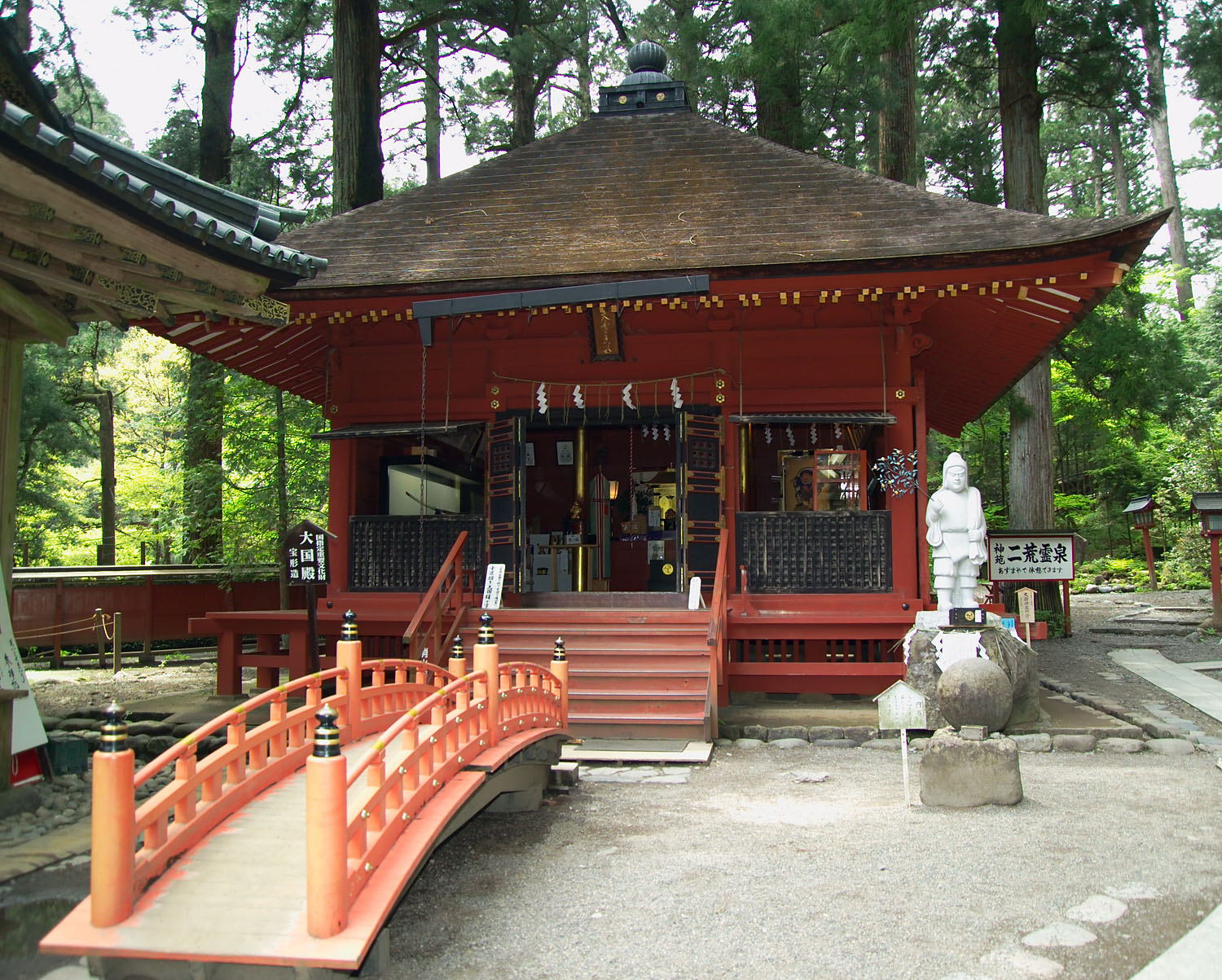
Daikoku-den
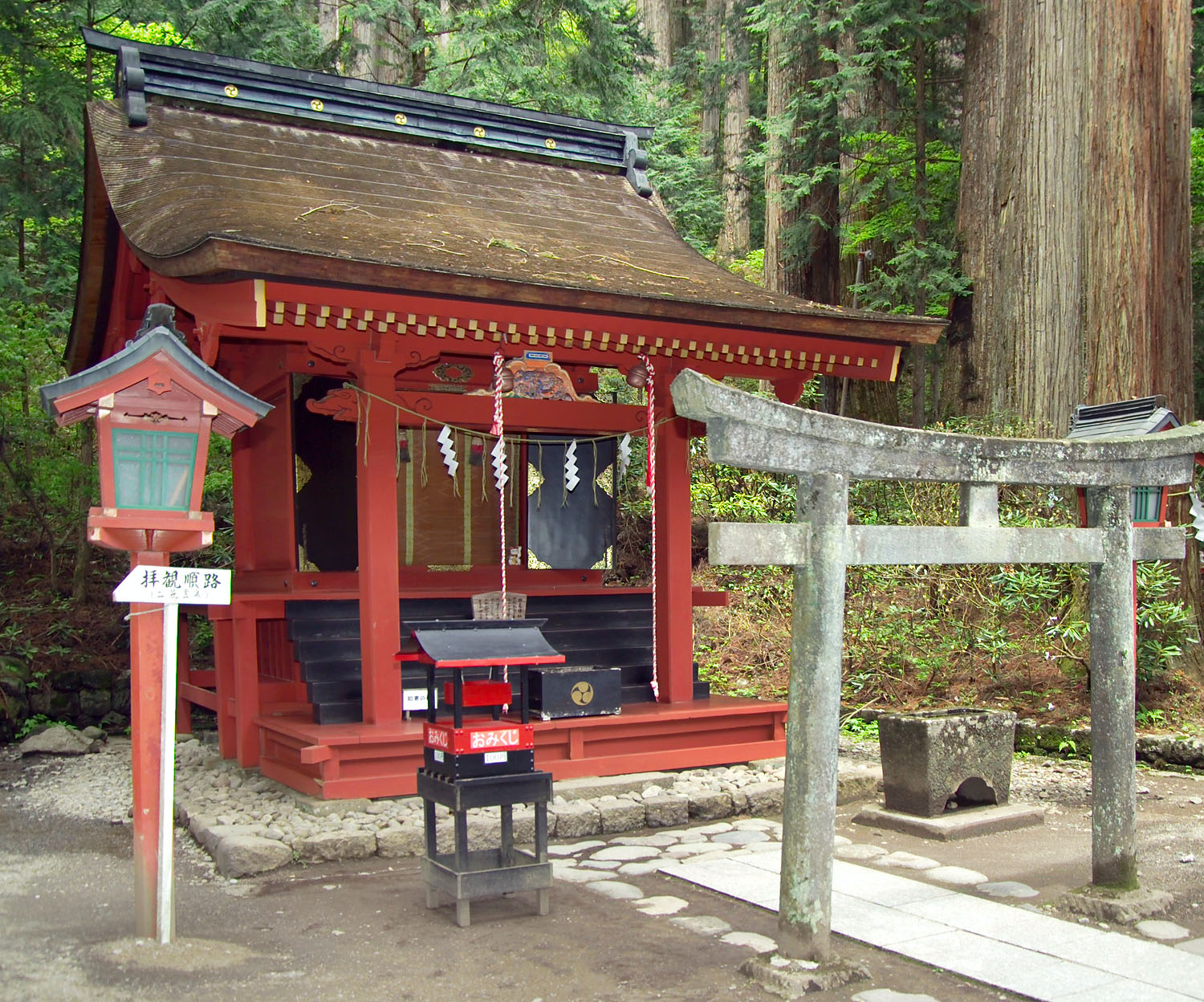
Chram Mitomo
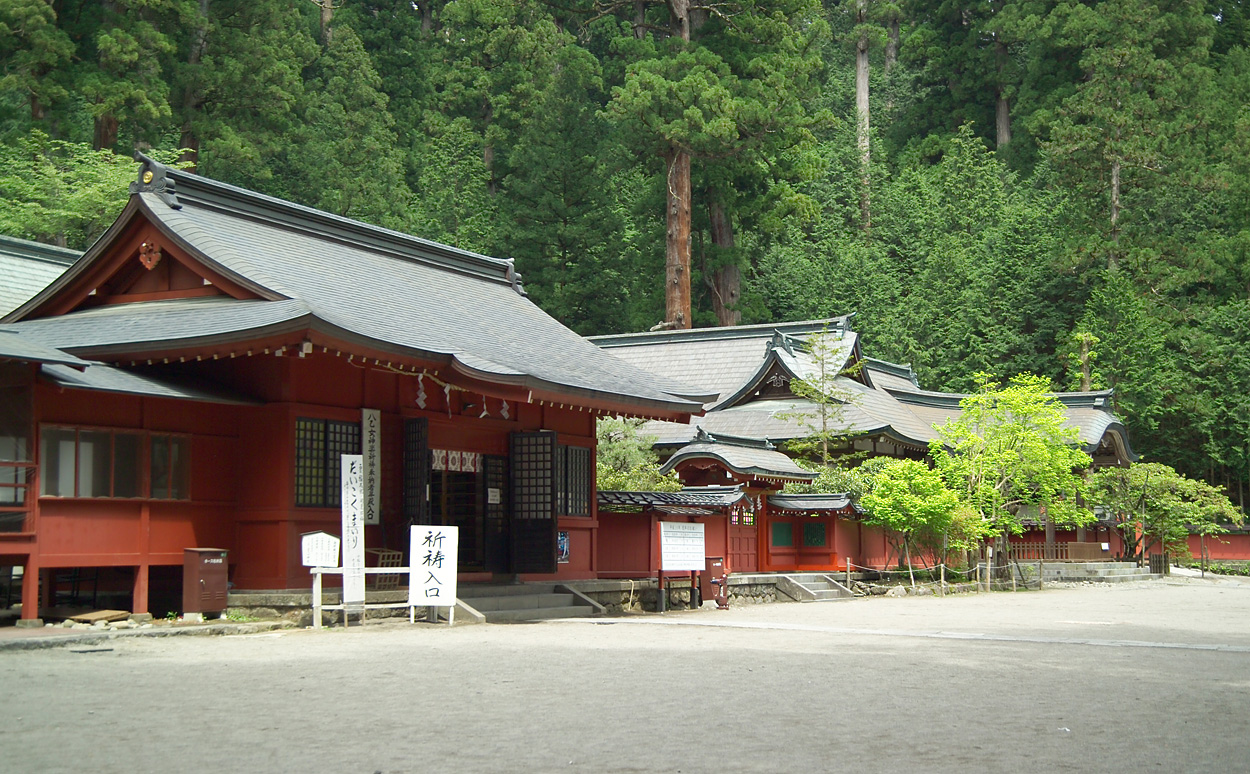
Futarasan Jinja
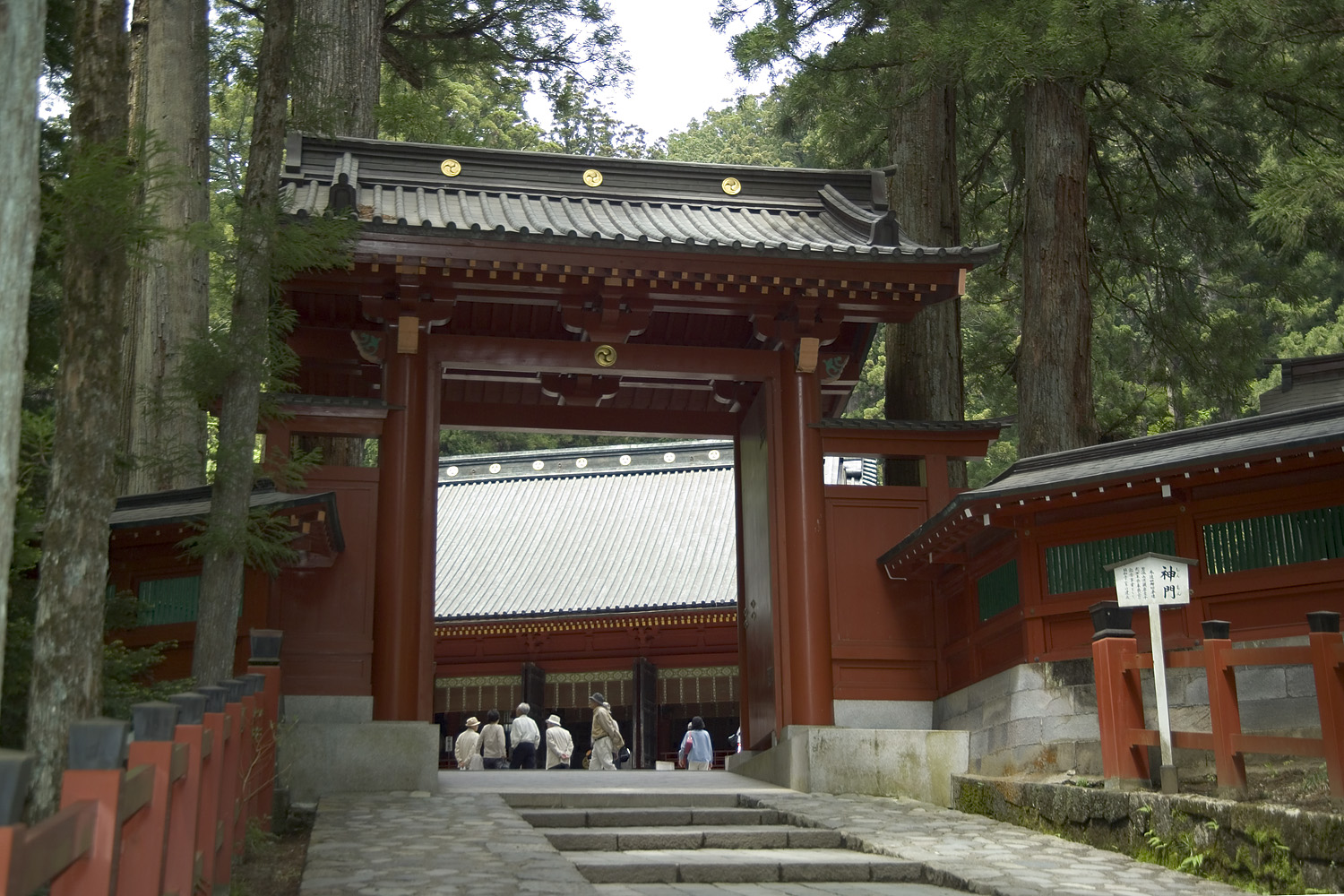
Brama wejściowa
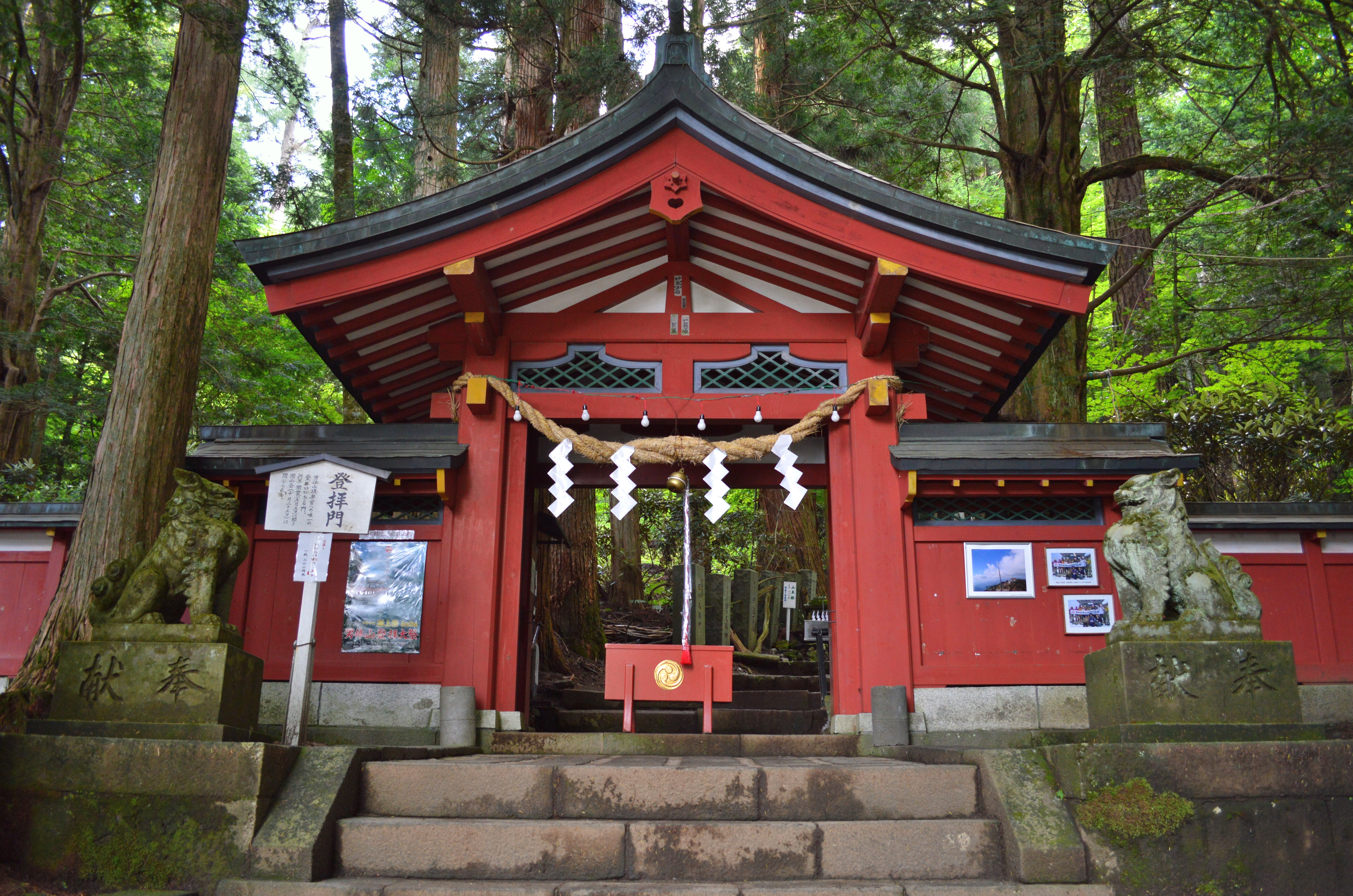
Tylne wejście do Chūgū-shi